# Ruptures (hebdomadaire)
Pour les articles homonymes, voir Ruptures.
Ruptures est un hebdomadaire algérien politique et culturel dont le premier numéro paraît à Alger en janvier 1993. Tahar Djaout en est le directeur de la rédaction, assisté de Arezki Metref, Abdelkrim Djaad, qui signe chaque semaine les éditoriaux, le gérant. Sa publication se trouve interrompue en août, autour de son trentième numéro, après l'attentat terroriste dont Djaout est victime le 26 mai 1993 et sa mort le 2 juin.

## Écrits de Tahar Djaout dansRuptures

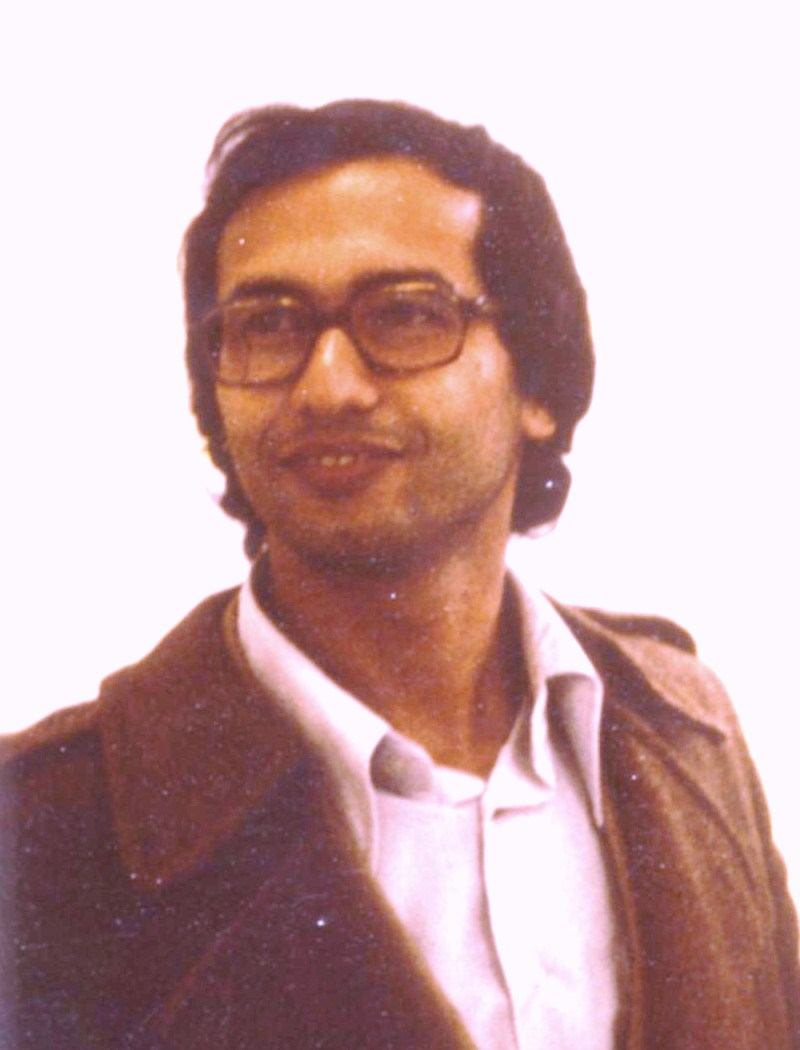
Tahar Djaout en 1980

Dès le premier numéro de « Ruptures », « Hebdomadaire National Indépendant », no 1, Djaout, qui a quitté Algérie-Actualité à la fin de l'année précédente, défend l’existence d’une culture critique. « L’Algérie vit la période des combats décisifs où chaque silence, chaque indifférence, chaque abdication, chaque pouce de terrain cédé peuvent s’avérer fatals. (…) Aucun populisme, aucun démocratisme, aucun pseudo-humanisme, aucun calcul tortueux ne réussira à nous convaincre qu'une idéologie nourrie de totalitarisme, d'obscurantisme et d'exclusion peut s'avérer bénéfique et qu'elle vaut la peine d'être testée. C’est l’autre Algérie que nous défendons quant à nous, l’Algérie de la tolérance, de la générosité et de l’ouverture – mais aussi de l’intransigeance lorsque certaines valeurs sont mises à mal », écrit-il dans la « Lettre de l’éditeur ». « Ce n'est qu'au prix d'une rupture radicale que l'Algérie pourra sortir des marais où elle s'est embourbée », poursuit-il, précisant dans la logique de ses analyses précédentes : « parmi les édifices à remodeler au plus vite figure le système éducatif. Il ne sert à rien de réprimer l'intégrisme si l'école algérienne continue à nous préparer d'autres cohortes d'intégristes qui prendront les armes à leur tour dans dix ans ou dans quinze ans ».
Pour le même numéro Djaout s'interroge dans « La haine devant soi » : « Comment une jeunesse qui avait pour emblèmes Che Guevara, Angela Davis, Kateb Yacine, Frantz Fanon, les peuples luttant pour leur liberté et pour un surcroît de beauté et de lumière, a-t-elle pu avoir pour héritiers une jeunesse prenant pour idoles des prêcheurs illuminés éructant la vindicte et la haine, des idéologues de l'exclusion et de la mort ? » C'est que durant vingt ans, analyse-t-il, les institutions comme le système éducatif et la télévision ont fait le lit de ce « fascisme théocratique », provoquant le « naufrage d'une société où la raison et l'intelligence ont abdiqué ».
Dans le deuxième numéro de Ruptures Djaout défend « La foi républicaine ». « L'idéologie totalitaire qui a tenté de s'attaquer il y a quelque temps aux fondements de l'État n'a fait en réalité - ô paradoxe – que s'inscrire dans la logique constitutionnelle de ce même État qui a voulu s'octroyer des fondations religieuses ». Les lois de la République ont au contraire vocation « de protéger les convictions de chacun et ses libertés » : la citoyenneté » fait de la loi une affaire individuelle, sans réglementation et sans contrainte. » 
Le mois suivant, « La face et le revers » s'interroge sur le nationalisme et dénonce sa confiscation : « Par un abus de langage, on accole l'épithète nationaliste à tous ceux qui ont fait leurs les idées de Boumédiène. Or le nationalisme boumédièniste se caractérise par au moins deux aspects : la primauté du militaire sur le politique (ce qui constitue l'antithèse de la plate-forme de la Soummam), la négation sans appel d'une partie de l'histoire de l'Algérie. (...) Étrange nationalisme algérien dont la pierre angulaire, l'arabo-islamisme, s'est avéré, au fil des années, être la négation de l'algérianité! (...) Unique courant politique au pouvoir de 1963 à 1991, ce nationalisme-là n'a été remis en question qu'avec l'arrivée de Boudiaf. »
En mars, « Le retour du prêt à penser » redoute, alors que l'Algérie « semble avoir momentanément échappé au pire », une résurgence des « années de plomb », avec l'exhumation des « constantes nationales, les sacro-saintes normes arabo-islamiques, la surenchère nationaliste et religieuse ». Loin de songer à « neutraliser le magma intégrisme-terrorisme-mafia politico financière », le chef du gouvernement vient en effet, visant notamment les journalistes de « Ruptures », de s'en prendre aux « laïco-assimilationnistes ». Les premiers mots de la chronique de Djaout expriment le sens éthique de sa démarche : « « Nous n'avons jamais été aussi libres que sous l'occupation allemande », écrivait Jean-Paul Sartre. Cette formule à première vue provocatrice veut en réalité signifier que le concept de liberté est lié à celui de choix. Les situations exceptionnelles et extrêmes, comme l'occupation étrangère, mettent en effet chacun devant ses responsabilités en lui donnant la liberté de choisir : la résistance, la reddition ou la collaboration. En transposant la déclaration de Sartre dans le contexte algérien, on peut dire que nous n'avons jamais été aussi libres que durant cette phase tumultueuse où (…) chacun pouvait choisir son camp, à ses risques et périls. » 
En mars et avril Djaout écrira des chroniques pour la plupart des numéros suivants de Ruptures. Dans « Les chemins de la liberté » il dénombre, en prenant notamment l'exemple du « Printemps berbère » d'avril 1980, les difficultés constamment rencontrées par les journalistes dans le libre exercice de leur profession, la main mise du pouvoir sur les médias, analyse le positionnement des journaux après 1991, les procès, les condamnations, les suspensions et les emprisonnements qui se sont multipliés.
« Suspicion et désaveu » dénonce l'aventurisme entêté du gouvernement, « Minorer, exclure », qui paraît après les premiers assassinats d'intellectuels, « l'arrière toutes » qui lui fait considérer comme « ennemi décisif, minorité à combattre, voire à abattre, les hommes de progrès, ceux qui osent réfléchir, revendiquent une séparation du politique et du religieux, estiment que l'Algérie doit assumer sa pluralité civilisationnelle et culturelle », rejettent « la mutilation et l'atrophie ». « La justice de l'histoire » contient de nouvelles critiques, « Des acquis ? » revenant plus particulièrement sur la dénégation par le pouvoir de la « chose berbère ».
Fin avril Djaout publie dans Ruptures « Petite fiction en forme de réalité » qui est un extrait largement allégé du neuvième chapitre, « Un rêve en forme de folie », du roman, Le Dernier Été de la raison, qu'il est sur le point d'achever. Son personnage principal le libraire Boualem est nommé dans sa chronique « le Rêveur : « Dans la ville oppressante où il vivait et où il vit encore, le Rêveur avait échafaudé – Oh ! Il n’ose plus le faire – des rêves sur la cité idéale où il aimerait vivre et voir s’épanouir ses enfants. (…) Mais la vie avait continué, avec son masque de laideur et de désillusion. Puis le rêve lui-même devint interdit. Des hommes, se prévalant de la volonté et de la légitimité divines, décidèrent de façonner le monde à l'image de leur rêve à eux et de leur folie. » Dans les dernières pages du roman qui sera publié en 1999, Boualem porte sur sa ville « le regard de quelqu'un qui quitte un endroit pour ne jamais y revenir. Ou le regard de quelqu'un qui contemple l'endroit où il va mourir ». Sa vie est devenue « presque irréelle ». « À la manière d'une bête traquée », le libraire doit désormais « côtoyer la mort embusquée et prête à sortir son dard ». Le dernier chapitre a pour titre : « La mort fait-elle du bruit en s'avançant ? ». « Le printemps reviendra-t-il ? » sont les derniers mots du livre.
« La logique du pire » s'alarme en mai du projet de substituer dans l'enseignement « à une langue pratiquée et maitrisée, le français, une autre langue totalement étrangère, l'anglais. L'une des principales revendications du courant politico-idéologique, qui a fait main basse sur l'école depuis un quart de siècle est (…) l'éviction de la langue française de notre système d'enseignement ». Une partie des enseignants moyen-orientaux à qui les responsables ont fait appel appartenant à des mouvements islamistes, « les fondations d'une institution intégriste, au service de causes extra-éducatives, étaient (…) posées. Vingt ans plus tard la greffe aura totalement pris : de jeunes Algériens, ne se reconnaissant aucune autre identité que l'Islam, se tiennent prêts à détruire leur pays pour répondre aux vœux des « frères » qui le leur demandent à partir de Téhéran, de Khartoum et de Peshawar ». Sur 7000 détenus, rappelle Djaout, 1224 sont des enseignants intégristes, on en dénombre 315 dans les groupes armés, tandis que des milliers d'autres « (du fondamental à l'Université) sont encore en poste ». En fait « l'Algérie est un pays trilingue. Elle a la chance d'ouvrir sur le monde trois fenêtres au lieu d'une, de pouvoir s'alimenter à trois cultures au lieu d'une seule. Mais cette chance a été dès le départ confisquée (…) Pourquoi nier une réalité linguistique et continuer à amputer l'Algérie de tous ses atouts (...) nos gouvernants travaillent-ils à la reproduction de leur propre domination en imposant au pays une éducation au rabais ? »
« Fermez la parenthèse » constate que « les journaux qui se battent pour une Algérie debout et généreuse sont pris en étau entre les menaces de mort des intégristes et les mesures répressives du gouvernement », craint que « la parenthèse d'espoir ouverte avec l'arrivée de Boudiaf » se soit « fermée avec sa mort ».
Le numéro 20 de Ruptures qui sort de l'imprimerie le 25 mai contient la dernière chronique de Djaout, « La famille qui avance et la famille qui recule ». Le lendemain il est victime d'un attentat dont la véritable identité des commanditaires demeurera obscure. Touché de plusieurs balles à Baïnem, dans la banlieue ouest d'Alger, devant son domicile, il succombe le 2 juin.
Pour Ruptures, Djaout avait encore écrit, en marge de ses chroniques à dimension politique, deux longs articles sur le chanteur kabyle Cherif Kheddam, à qui plusieurs de ses premiers poèmes, deux décennies plus tôt, rendaient déjà hommage, et sur « Saint-Augustin, disciple du Christ ou de Jugurtha ? » - « L’un des plus grands (peut-être le plus grand) penseurs de la chrétienté est un bicot comme vous et moi » -, et réalisé un entretien avec le cinéaste Djafar Damerdji, réalisation d'un film sur Isabelle Eberhardt. L'hebdomadaire aura notamment publié des textes de Rachid Boudjedra, Rabah Belamri, Mohammed Dib.
Après l'assassinat de Tahar Djaout un numéro spécial, « L’Algérie de Djaout vaincra », et plusieurs ensembles d'hommages, « Tahar, Présences » et « Tahar, toujours ») sont réalisés par Ruptures.

## Éditoriaux d'Abdelkrim Djaad dansRuptures
- no 1 : « L'image périmée », p. 6
- no 2 : « L'anté-république », p. 7
- no 3 : « La qualité buissonnière », p. 7
- no 4 : « L'honneur ou la dette », p. 7
- no 5 : « L'équation-pouvoir », p. 7
- no 6 : « L'enthousiasme et l'illusion », p. 7 (et « Jean El Mouhoub Amrouche, l'éternel Algérien », p. 32-31)
- no 7 : « Ce qu'on ne chiffre pas », p. 7
- no 8 : « Esprits, où êtes-vous? », p. 5
- no 9 : « Qui croire? », p. 7
- no 10 : « Semi-réconciliateurs et démocrates », p. 7
- no 11 : « Les choix décisifs », p. 7
- no 12 : « Il pleut toujours vers le bas », p. 7
- no 13 : « Chut! Le FLN est de retour », p. 7
- no 14 : « Quand le monde est en guerre », p. 7
- no 15 : « Drôle de stratégie », p. 7
- no 16 : « Comment dit-on, connard, en anglais, papa? », p. 7
- no 17 : « Une république, sinon rien », p. 7
- no 18 : « Eltsine, Dizdarevic, Beregovoy et nous », p. 7
- no 19 : « Le discours, oui... mais le changement? », p. 7
- no 20 : « Les discours et leur contraire », p. 7
- no 21, 8-14 juin 1993 : « Qui a assassiné Tahar? », p. 5
- no 23, 22-28 juin 1993 : « Génocide », p. 7
- no 24, 28 juin-4 juillet 1993 : « Décompte », p. 7
- no 26, 13-19 juillet 1993 : « Défaire le couple », p. 7
- no 26, 20-26 juillet 1993 : « Les derniers remparts », p. 7

## Chroniques et articles d'Arezki Metref dansRuptures
- no 1 : « Dialogue par-dessus les lambeaux », p. 10
- no 1 : « Camus sera-t-il un jour algérien? », p. 30-31
- no 2 : « La République fiction », p. 8-9
- no 3 : « Boumédiène, aguelid ou caudillo », p. 30-31
- no 5 : « M. le Président, qui serez-vous? », p. 8-10
- no 5 : « L'aile qui se délite », p. 19
- no 6 : « Entretien avec Houari Mouffok », p. 16-17
- no 7 : « Avatars patriotiques », p. 15
- no 7 : « Jamel Mokhnachi, poète concret », p. 22
- no 9 : « L'œil du cyclone », p. 9-10
- no 9 : « Capitale des démesures », p. 15
- no 9 : « Frantz Fanon, Homme-frontière », p. 23
- no 11 : « Pauvre Algérie », p. 15
- no 11 : « Entretien avec Naget Khadda », p. 30
- no 12 : « Mémoires d'un vieux marcheur », p. 11
- no 13 : « Les gens de la moyenne », p. 15
- no 15 : « Crises », p. 15
- no 16 : « Ce n'est pas moi, c'est lui? », p. 8
- no 17 : « Passion et patience », p. 9
- no 17 : « Débat », p. 15
- no 17 : « Entretien avec M.-L. Maougal, Si le PRS m'était compté », p. 16-17
- no 19 : « Fatigué, fatiguée, fatigués », p. 15
- no 21 : « Frère lumineux », p. 24
- no 22 : « La stratégie de la peur », p. 9
- no 23 : « Masochisme », p. 19
- no 24 : « Les mots n'ont pas de gilet pare-balles », p. 24
- no 26 : « L'Algérie bicéphale », p. 9
- no 27 : « Dur métier d'être jeune », p. 9

## Collaborateurs deRuptures
Farid Abache (journaliste), Arezki Aït Larbi, Malek Bellil, Maâchou Blidi (précédemment journaliste à" Algérie-Actualité "), Lounis Dahmani (caricaturiste), Mohamed Souheil Dib (écrivain et universitaire), Abdelkader Djemaï (journaliste et écrivain), Sid-Ali Djenidi (photographe), Leïla Hamel, Saïd Mekbel, Jamel Moknachi (poète et journaliste), Djouher Moussaoui (précédemment journaliste à " El Moudjahid ") , Mohamed Nadhir Sebaâ (journaliste), Nadjib Stambouli (précédemment journaliste à " Algérie-Actualité").

## Création et projet deRuptures
« Ce que, à nos yeux, ce journal avait de différent par rapport à nos expériences antérieures, c’est que personne ne nous avait rien imposé. Nous avions pris la liberté et le risque de le penser et de le réaliser de bout en bout. Nous l’avions créé avec nos propres moyens, conçu jusqu’au dernier détail intellectuel et graphique. Nous avions poussé le luxe, si l’on ose dire, (...) jusqu’à nous choisir les journalistes. (...) Routiers de la presse publique, nous étions tous passés par des équipes hétérogènes où nous n'avions pas toujours trouvé notre place. C’est pourquoi, en décidant de fonder Ruptures, nous avions tenu à travailler dans la complicité amicale. (...) Nous voulions confectionner l’hebdomadaire que nous aurions aimé lire nous-mêmes et qui n’existait pas sur la place. Nous avions en commun beaucoup de choses. Nous étions tous attachés à la laïcité et, à raison suspicieux à l’endroit du pouvoir de l’époque (appuyé sur la «famille qui recule»). Nous tenions en estime le travail intellectuel, la réflexion, la nécessité d’interroger jusqu’aux tabous. La culture est un élément de changement fondamental : nous en étions persuadés. Et puis, beaucoup d’entre nous avaient de l’écriture journalistique une vision esthétique. Il nous importait qu’en plus d’informer et de faire réfléchir, un article de presse fût bien écrit. »
Arezki Metref, Le Soir d'Algérie.com, 13 janvier 2013.

## Éléments de bibliographie
: source utilisée pour la rédaction de cet article
- Tahar Djaout, Ruptures et fidélités (articles de Tahar Djaout publiés dans Ruptures et témoignages), Comité International de Soutien aux Intellectuels Algériens (CISIA), Cahiers, no 1, Paris, 1993.
- Vols du guêpier, Hommage à Tahar Djaout, Volume no 1, (textes de Afifa Berehi, Nora Kazi-Tani, Malika Hadj Naceur, F. B. et S. A., F. A.), Équipe de recherche ADISEM, Université d’Alger, Alger, 1994.
- Kaléidoscope critique, Hommage à Tahar Djaout, Volume no 2, (textes de Jean Pélégri, Youcef Merahi, Rabah Belamri, Moncef Ghacem, Leila Sebbar, Marc Gontard, Isaac-Célestin Tcheho, Jeannine Fève-Caraguel, Afifa Bererhi, A. Z., Malika Hadj Naceur, Juliana Toso Rodinis, Nora-Alexandra Kazi-Tani, F. A., Saléha Amokrane, Farida Boualit et Michel-Georges Bernard), Équipe de recherches ADISEM, Université d’Alger, Alger, 1995.
- Spécial Tahar Djaout, l'écrivain martyr (contributions de Adonis, Jamel-Edine Bencheikh, Afifa Bererhi, Michel-Georges Bernard, Teric Boucebci, Hédi Bouraoui, Aziz Chouaki, Abdelmadjid Kaouah, Amin Khan, Abdelatif Laâbi, Denis Martinez, Daniel Maximin, Arezki Metref, Hamid Nacer-Khodja, Hamid Tibouchi, M'Hamed Yazid), dans « L'ivreEscQ » no 25, mai 2013, Alger.